# Margaret Girvan
Margaret Therese Girvan (2 ottobre 1932 – 7 gennaio 1979) è stata una nuotatrice britannica.
Specializzata nello stile libero, ha partecipato ai Giochi di Melbourne 1956, gareggiando, nei 400m sl e nella Staffetta 4x100m sl.
Ha rappresentato la Scozia ai Giochi del Commonwealth nel 1950, 1954 e 1958, vincendo 1 oro e 2 bronzi.